# Matic Nemc
Matic Nemc (* 4. August 1992 in Kranj) ist ein slowenischer Naturbahnrodler. Er fährt im Einsitzer und startet seit 2008 im Weltcup sowie bei Welt- und Europameisterschaften.

## Karriere
Matic Nemc fährt seit der Saison 2006/2007 im Interkontinentalcup und nahm im Februar 2007 in St. Sebastian erstmals an einer Junioreneuropameisterschaft teil, bei der er ebenso wie bei der Juniorenweltmeisterschaft 2008 in Latsch und der Junioreneuropameisterschaft 2009 in Longiarü den 19. Platz belegte. Seit der Saison 2007/2008 startet er im Weltcup und nimmt an Welt- und Europameisterschaften teil. Dabei erreichte er bisher zumeist Platzierungen zwischen Rang 20 und 30. In seinem ersten Weltcupwinter waren zwei 24. Plätze zu Saisonende in Železniki seine besten Ergebnisse, womit er 32. im Gesamtweltcup wurde. Im nächsten Jahr erreichte er mit Platz 19 im vorletzten Rennen in Nowouralsk sein erstes Top-20-Resultat, womit er sich in der Saison 2008/2009 im Gesamtweltcup auf Platz 23 verbesserte. In der Saison 2009/2010 war sein bestes Ergebnis der 22. Platz beim Weltcupfinale in Garmisch-Partenkirchen, womit er 25. in der Gesamtwertung wurde. Bei seiner ersten Europameisterschaft 2008 in Olang fuhr Nemc auf Platz 26 und ein Jahr später bei der Weltmeisterschaft 2009 in Moos in Passeier auf Rang 27. Etwas steigern konnte er sich bei der Europameisterschaft 2010 in St. Sebastian, wo er 24. wurde. Bei der Juniorenweltmeisterschaft 2010 in Deutschnofen erzielte er den 16. Platz.
Im zweiten Rennen der Saison 2010/2011 erreichte der Slowene mit Platz 14 in Nowouralsk sein bisher bestes Weltcupergebnis. Weitere drei Mal fuhr er in diesem Winter unter die schnellsten 20, womit er den 19. Platz im Gesamtweltcup erreichte und damit erstmals bester Slowene war. Bei der Weltmeisterschaft 2011 in Umhausen erzielte er den 25. Platz und bei der eine Woche später ausgetragenen Junioreneuropameisterschaft 2011 in Laas den 15. Platz. Im nächsten Jahr wurde er bei der Juniorenweltmeisterschaft 2012 in Latsch ebenfalls 15. Bei der Europameisterschaft 2012 in Nowouralsk erzielte er den 23. Platz. Im Gesamtweltcup war Nemc in der Saison 2011/2012 erneut bester Slowene. Er platzierte sich in den sechs Rennen zwischen Rang 20 und Rang 24 und wurde 21. im Gesamtklassement.
Im Sommer nimmt Matic Nemc auch an Wettkämpfen im Rollenrodeln teil.

## Erfolge

### Weltmeisterschaften
- Moos in Passeier 2009: 27. Einsitzer
- Umhausen 2011: 25. Einsitzer

### Europameisterschaften
- Olang 2008: 26. Einsitzer
- St. Sebastian 2010: 24. Einsitzer
- Nowouralsk 2012: 23. Einsitzer

### Juniorenweltmeisterschaften
- Latsch 2008: 19. Einsitzer
- Deutschnofen 2010: 16. Einsitzer
- Latsch 2012: 15. Einsitzer

### Junioreneuropameisterschaften
- St. Sebastian 2007: 19. Einsitzer
- Longiarü 2009: 19. Einsitzer
- Laas 2011: 15. Einsitzer

### Weltcup
- Einmal unter den besten 20 im Gesamtweltcup
- Sechs Top-20-Platzierungen in Weltcuprennen